# San Gregorio (Cisano Bergamasco)
San Gregorio è una frazione di Cisano Bergamasco paese in provincia di Bergamo ed è posto sulle pendici del Monte Marenzo.

## Geografia fisica
La frazione si trova sulle pendici del Monte Marenzo, in prossimità del comune omonimo, zona collinare boschiva, con la presenza di castagni, roveri, ontani e carpini. Vi sono oltre il monte Marenzo anche i monti Campioccio e Cornacà. Il territorio è ricco di acque, e la frazione è posta su di una sporgenza della valle del Sonna, che è il principale corso d'acqua. Presenta oltre il torrente Sonna altri numerosi minori corsi d'acqua come il Gandorla e il Sommaschio. Sul territorio vi sono molte sorgenti e fontane, tantoché in alcuni documenti monte Marenzo viene detto il fontaninam. Numerosi sono i ponti che attraversano la località.
San Gregorio confina a nord-ovest con il comune di Monte Marenzo, a nord-est con Torre de' Busi. A est confina con la parte superiore di Opreno e Caprino Bergamasco. La parte a sud e a sud-ovest confina con Brivio e a sud con Cisano Bergamasco.

## Origine del nome
Anticamente la località che comprendeva le parrocchie di San Gregorio e San Paolo e conosciuta come Monte Marenzo. Con la creazione del comune omonimo la località prese il toponimo dall'antica chiesa presente già nel XIII secolo e dedicata a papa Gregorio I.
Il territorio è ricco di nuclei abitativi che prendono il nome dalle antiche famiglie che li abitavano. Essendo nel XII e XIII secolo la frazione inserita con quella del monte, è difficoltoso individuarne i toponimi. L'abbazia di Pontida conserva un elenco di località presenti risalente al 1287, mentre sul Sommarione napoleonico, è possibile individuare quali erano i toponimi presenti già nel Trecento con l'identificazione anche delle relative località.

## Storia
Il territorio di San Gregorio nella località detta Sorte presenta testimonianze di un'occupazione umana già dal V secolo a.C. al tempo della Cultura di Golasecca. Nel 1281 un documento cita la località con il nome di San Gregorio. Una cartina del 1813 permette la ricostruzione storica della frazione. Gli insediamenti abitativi del medioevo si componevano di piccoli nuclei con case pagliate dalla forma di quadrilatero, con corte interna che permetteva una migliore difesa. Nel 1596 Giovanni Da Lezze ne elencò molti di questi nuclei abitati.
Nella struttura di un antico fabbricato della località Serravalle sono identificabili le mura di un maniero risalente al XII secolo  della famiglia Cantagudo da Marenzo, nella medesima località vi abitava Raimondo fu Ruggero da Villa, conosciuto con il nome del territorio Serravalle. La fortificazione è inserita in un documento del 5 febbraio 1284 che cita: in monte de marenzio apud ecclesiam sancti dionisii castri di serravalle.  Il fabbricato non è da considerarsi come un'importante fortificazione muraria ma semplicemente una torre abitativa con confine delimitato dal recinto in legno sicuramente adibita ad attività agricole, che dovevano essere difese. Alcune monete ritrovane agli inizi del Novecento sono conservate al Castello sforzesco di Milano e sono sicuramente precedenti il 1272. Durante i violenti scontri fra le fazioni guelfe e ghibelline sul territorio lombardo anche San Gregorio ne fu coinvolto essendo parte del territorio dell'importante famiglia Vimercati.
La località fu oggetto di scontri durante il XIII e il XIV secolo con le famiglie di fazione guelfa contro i Visconti che occupavano il territorio della bergamasca. Nel Cinquecento San Gregorio divenne comune autonomo smembrandosi da quello di Marenzo, probabilmente a seguito dell'autonomia parrocchiale del 1454. Risulta in un documento del 3 aprile 1470 la citazione: ecclesia sancti grigorij de marentio et comunis de cagandolfi et seu dicti loci de sancto gregorio. L'autonomia fu ufficiata il 28 marzo 1529 con la nomina del primo sindaco il 12 aprile 1531 certo Giacomo fu Berramo Martinelli da Pomino. Il comune fu però soppresso il 17 aprile 1797 e unito a Cisano Bergamasco a seguito delle soppressioni napoleoniche.

## Monumenti e luoghi d'interesse
La chiesa parrocchiale di San Gregorio Magno ha una storia molto antica. Edificata nel XIII secolo e citata come proprietà del monastero di San Giacomo di Pontida e posta sul monte di Marenzo. Nel 1291 viene nuovamente indicata in un atto con sancto gregorio de longuarda. Sarà proprio la chiesa a dare il nome alla località.
San Gregorio conserva anche traccia di antiche fortificazioni, oltre a quella di Serravalle del XIII secolo, vi è una casa fortificata in contrada Ca' Vavassori, composta su tre livelli con ingresso ad arco. Una loggia è presente al primo piano con due aperture, mentre il secondo sempre loggiato a un'apertura unica. Questa era l'abitazione della famiglia Vavassori e aveva anche un torchio poi perduto. La prima citazione di questo maniero risale al 6 aprile 1391 in un atto dove la casa è indicata facente parte del territorio di Caprino Bergamasco. L'abitazione passò attraverso diversi proprietari e nell'Ottocento della famiglia Sozzi e nel Novecento di Gundolfini di Torre de'Busi.
Vi sono inoltre l'antica casatorre a Ca' Gandolfi e villa Ginammi alla Guarda Alta indicata nel 1810 che fu abitata dalla famiglia fin dal Seicento.